# Ania Loomba
Ania Loomba (ur. 7 sierpnia 1955 w Shimla) – indyjska literaturoznawczyni, zajmuje się kolonializmem i studiami postkolonialnymi, teorią rasową i feministyczną, współczesną literaturą i kulturą Indii oraz literaturą nowożytną.

## Wykształcenie
Studiowała na Uniwersytecie w Delhi, gdzie uzyskała tytuł licencjata oraz magistra, po czym przeniosła się do Anglii, aby studiować na Uniwersytecie w Sussex, gdzie uzyskała stopień doktora. Profesor na Uniwersytecie w Pensylwanii, gdzie bada i wykłada literaturę nowożytną, historię rasy i kolonializmu, studia postkolonialne, teorię feministyczną oraz współczesną literaturę i kulturę Indii.

## Życie prywatne
Jest córką Satish Loomba i Primla (Dhawan) Loomba. Jej mężem jest Suvir Kaul, za którego wyszła za mąż 5 czerwca 1994. Ma jednego syna – Tariq'a.

## Opublikowane prace
- Gender, Race, Renaissance Drama (1989 i 1992);
- Kolonializm/postkolonializm (1998);
- Post–colonial Shakespeares (1998 – współredaktor);
- Shakespeare, Race, and Colonialism (2002);
- Postcolonial Studies and Beyond (2005);
- Race in Early Modern England: A Documentary Companion (Palgrave, 2007);
- Antoniusz i Kleopatra (2011 – udział w wydaniu krytycznym);
- South Asian Feminisms (2012 – współredaktor);
- Rethinking Feminism in Early Modern Studies: Gender, Race and Sexuality (2016 – współautor);
- Revolutionary Desires: women, communism, and feminism in India (2018);
- A Cultural History of Western Empires in the Renaissance (2018);
- Postcolonial Literary Studies (redaktor serii)[3].